# Buena Vista, Baja California
Buena Vista är en ort i Mexiko.   Den ligger i kommunen Ensenada och delstaten Baja California, i den nordvästra delen av landet, 2 300 km nordväst om huvudstaden Mexico City. Buena Vista ligger 21 meter över havet och antalet invånare är 262.
Terrängen runt Buena Vista är lite kuperad. Havet är nära Buena Vista västerut. Runt Buena Vista är det glesbefolkat, med 8 invånare per kvadratkilometer. Närmaste större samhälle är Primo Tapia, 15,2 km norr om Buena Vista. Omgivningarna runt Buena Vista är i huvudsak ett öppet busklandskap.